# Lathrop Brown

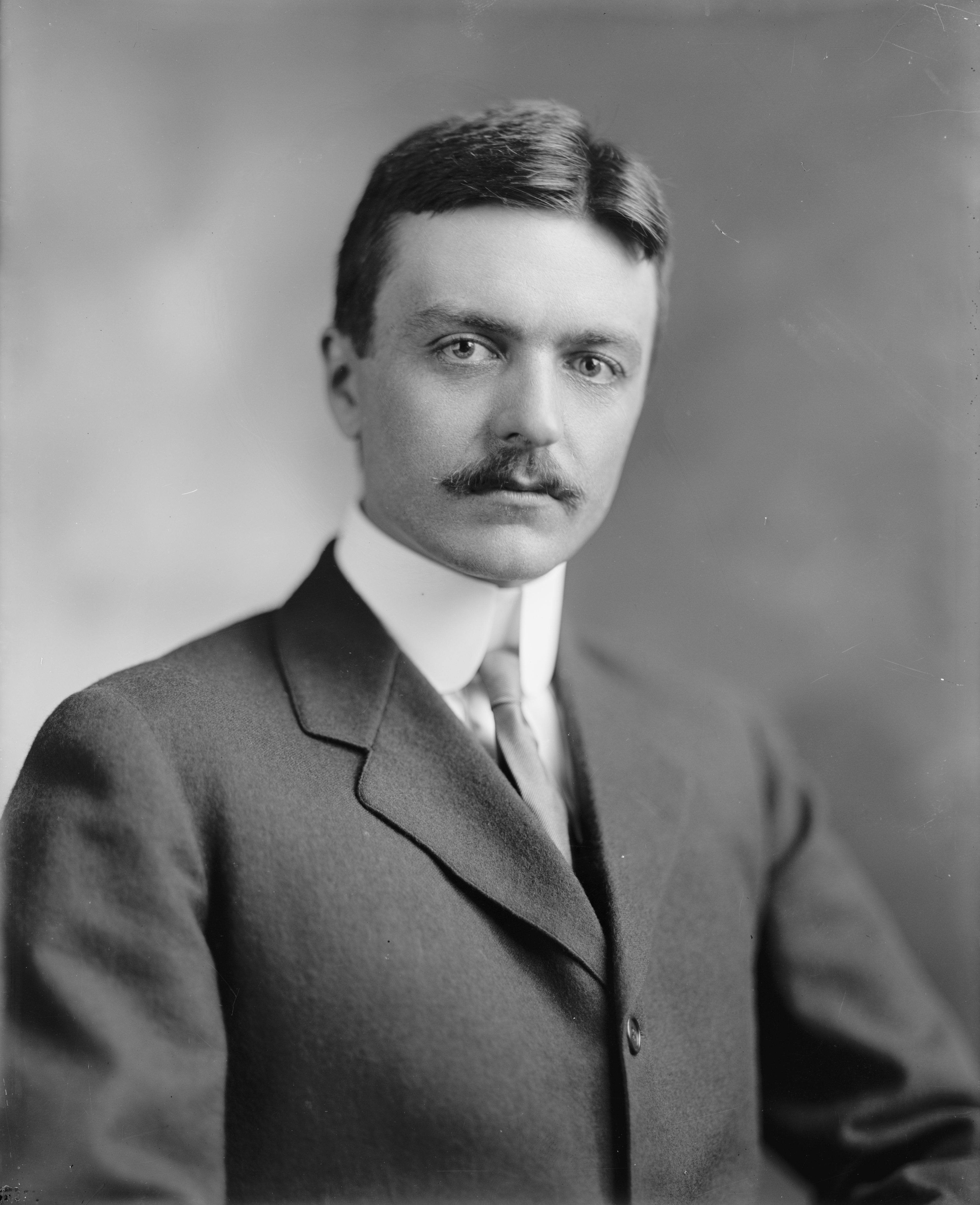
Lathrop Brown

Lathrop Brown (* 26. Februar 1883 in New York City; † 28. November 1959 in Fort Myers, Florida) war ein US-amerikanischer Politiker. Zwischen 1913 und 1915 vertrat er den Bundesstaat New York im US-Repräsentantenhaus.

## Werdegang
Lathrop Brown graduierte 1900 an der Groton School in Massachusetts und 1903 an der Harvard University. Danach ging er Immobiliengeschäften nach. Er diente fünf Jahre lang in der Schwadron A der Nationalgarde von New York. Politisch gehörte er der Demokratischen Partei an. Bei den Kongresswahlen des Jahres 1912 wurde Brown im ersten Wahlbezirk von New York in das US-Repräsentantenhaus in Washington, D.C. gewählt, wo er am 4. März 1913 die Nachfolge von Martin W. Littleton antrat. Er erlitt im Jahr 1914 bei seiner Wiederwahlkandidatur eine Niederlage und schied nach dem 3. März 1915 aus dem Kongress aus. Die Anfechtung der Wahl von Frederick C. Hicks war erfolglos. Er war dann von März 1917 bis Oktober 1918 als Special Assistant des US-Innenministers tätig und während des Ersten Weltkriegs als Private im Tank Corps. Im folgenden Jahr war er bei der vom Präsidenten Wilson einberufenen National Industrial Conference als beigeordneter Sekretär (joint secretary) tätig. Er nahm in den Jahren 1920, 1924 und 1936 als Delegierter an der Democratic National Conventions teil. Zwischen 1928 und 1932 studierte er dann an der Graduate School der Harvard University Geldtheorie. Brown zog 1946 nach Kalifornien und wohnte dann auf einer Rinderfarm. Im folgenden Jahr wurde er in den Sheriff’s Posse in Monterey County gewählt. In den Jahren 1954 und 1955 war er Mitglied des Ausschusses, welcher die Graduate School of Public Administration der Harvard University beaufsichtigte. Er verstarb am 28. November 1959 in Fort Myers. Sein Leichnam wurde eingeäschert und die Asche in der Abbey of the Light des Manasota Memorial Park in Sarasota (Florida) beigesetzt.
Sein Haus in Nissequogue, besser bekannt als Land of Clover, wurde 1993 in das National Register of Historic Places aufgenommen.